# Карл-Альфред Шумахер
Карл-Альфред Шумахер (нім. Carl-Alfred Schumacher; 19 лютого 1896, Райне — 22 травня 1967, Бад-Годесберг) — німецький офіцер і політик, генерал-майор люфтваффе. Кавалер Лицарського хреста Залізного хреста.

## Біографія
Після початку Першої світової війни 10 серпня 1914 року вступив добровольцем в 7-й польовий артилерійський полк. 3 січня 1916 року перейшов у ВМФ, пройшов підготовку льотчика морської авіації. У травні-вересні 1918 року — льотчик-спостерігач на авіаматці «Ансвальд». 22 листопада 1919 року звільнений з армії.
1 березня 1933 року вступив в люфтваффе. З 15 грудня 1934 року — командир роти 16-го авіаційного (морського) батальйону в Гольтенау, з 1 серпня 1936 року — командир ескадрильї 136-ї винищувальної групи, з 1 липня 1938 року — командир групи 136-ї винищувальної ескадри, з 1 квітня 1939 року — 2-ї групи 333-ї винищувальної ескадри (з 1 травня — 77-ї винищувальної ескадри). З 12 грудня 1939 року — командир 1-ї винищувальної ескадри, одночасно з 1 серпня 1940 року — командир винищувальної авіації в Німецькій бухті. Учасник Норвезької і Французької кампаній. З 1 серпня 1941 року — командир винищувальної авіації у Норвегії; керував боротьбою з британською авіацією у повітряному просторі Північного моря. 1 травня 1943 року відряджений до Румунії, де йому було доручено керувати підготовкою льотчиків Королівських ПС Румунії. У квітні-вересні 1944 року — член штабу 11-ї авіаційної області (Гамбург). 30 січня 1945 року Шумахер, який вважався у військових колах переконаним нацистом, був призначений начальником штабу націонал-соціалістичного керівництва люфтваффе. 8 травня 1945 року взятий в полон американськими військами. 1 квітня 1947 року звільнений.

## Звання
- Військовий доброволець (10 серпня 1914)
- Морський кадет (3 січня 1916)
- Фенріх-цур-зее (1 жовтня 1916)
- Лейтенант-цур-зее (17 березня 1918)
- Оберлейтенант (1 березня 1933)
- Гауптман (1 жовтня 1933)
- Майор (1 серпня 1936)
- Оберстлейтенант (1 березня 1939)
- Оберст (19 липня 1940)
- Генерал-майор (1 січня 1944)

## Нагороди
- Знак пілота ВМФ
- Залізний хрест 2-го класу
- Пам'ятний знак пілота (Пруссія)
- Почесний хрест ветерана війни з мечами
- Нагрудний знак пілота
- Медаль «За вислугу років у Вермахті» 4-го класу (4 роки)
- Медаль «У пам'ять 13 березня 1938 року»
- Медаль «У пам'ять 1 жовтня 1938 року» із застібкою «Празький град»
- Застібка до Залізного хреста 2-го класу
- Залізний хрест 1-го класу
- Лицарський хрест Залізного хреста (21 липня 1940)
- Авіаційна планка винищувача в золоті
- Нагрудний знак пілота (Румунія)